# Obóz pionierski

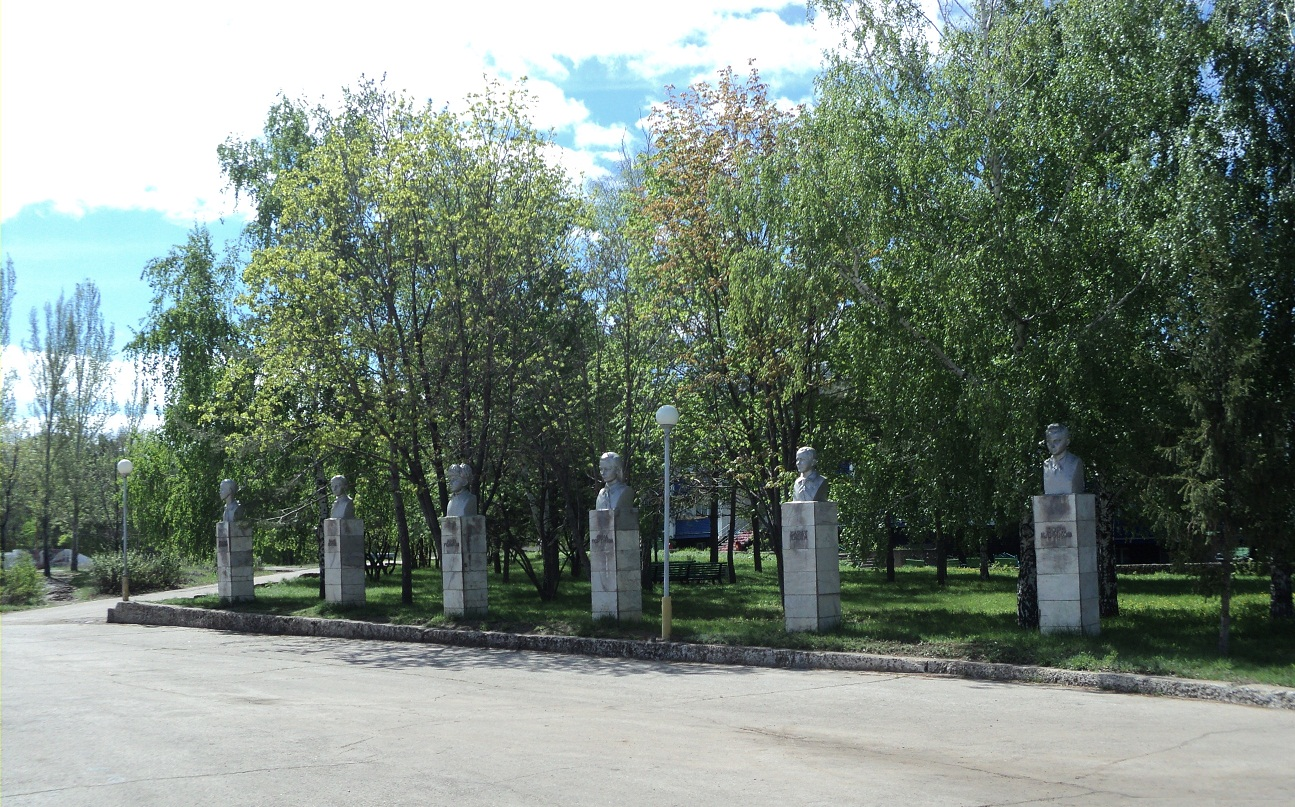
Obóz w rosyjskim mieście Togliatti

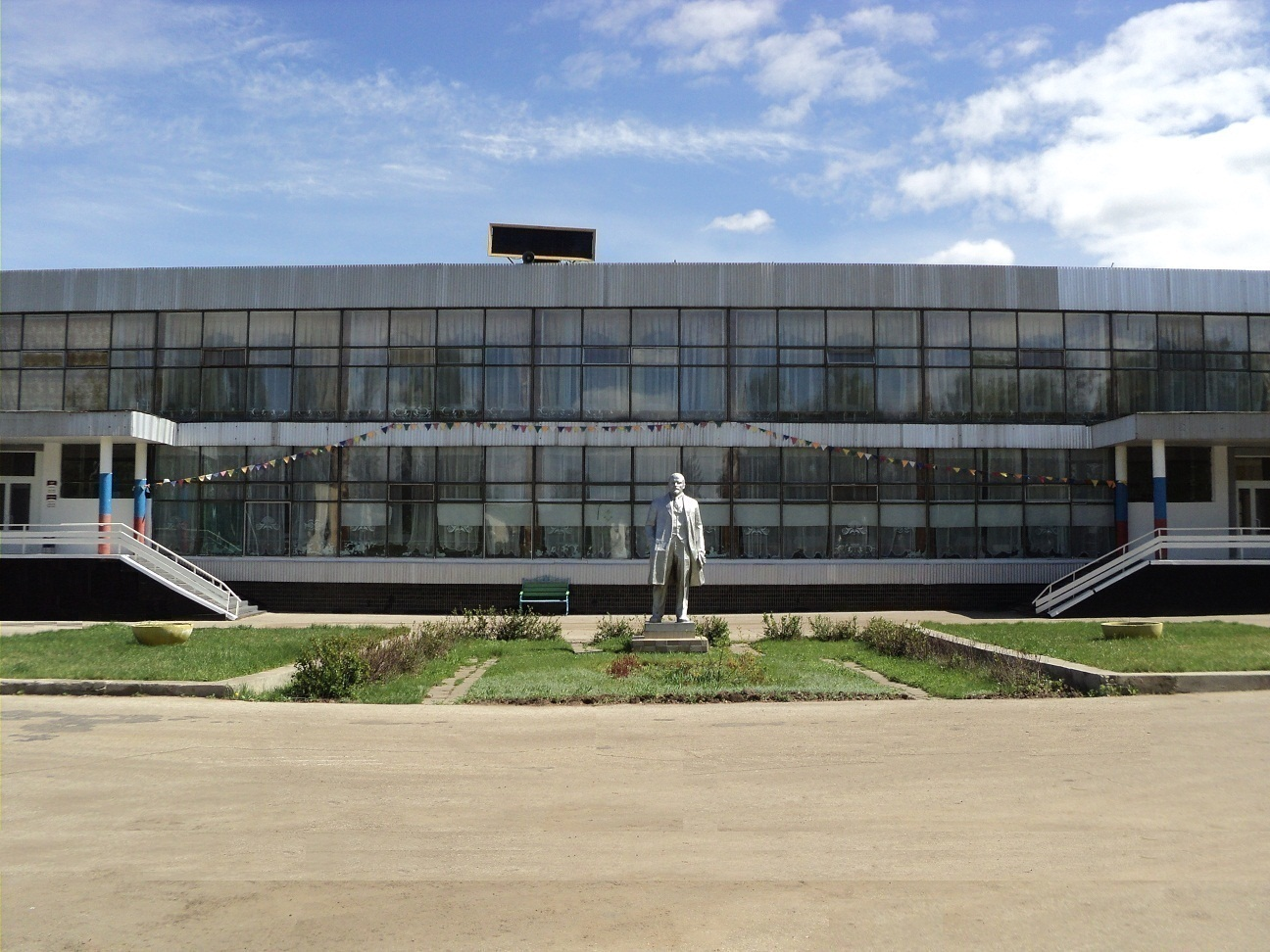
Pomnik Włodzimierza Lenina w obozie w Togliatti

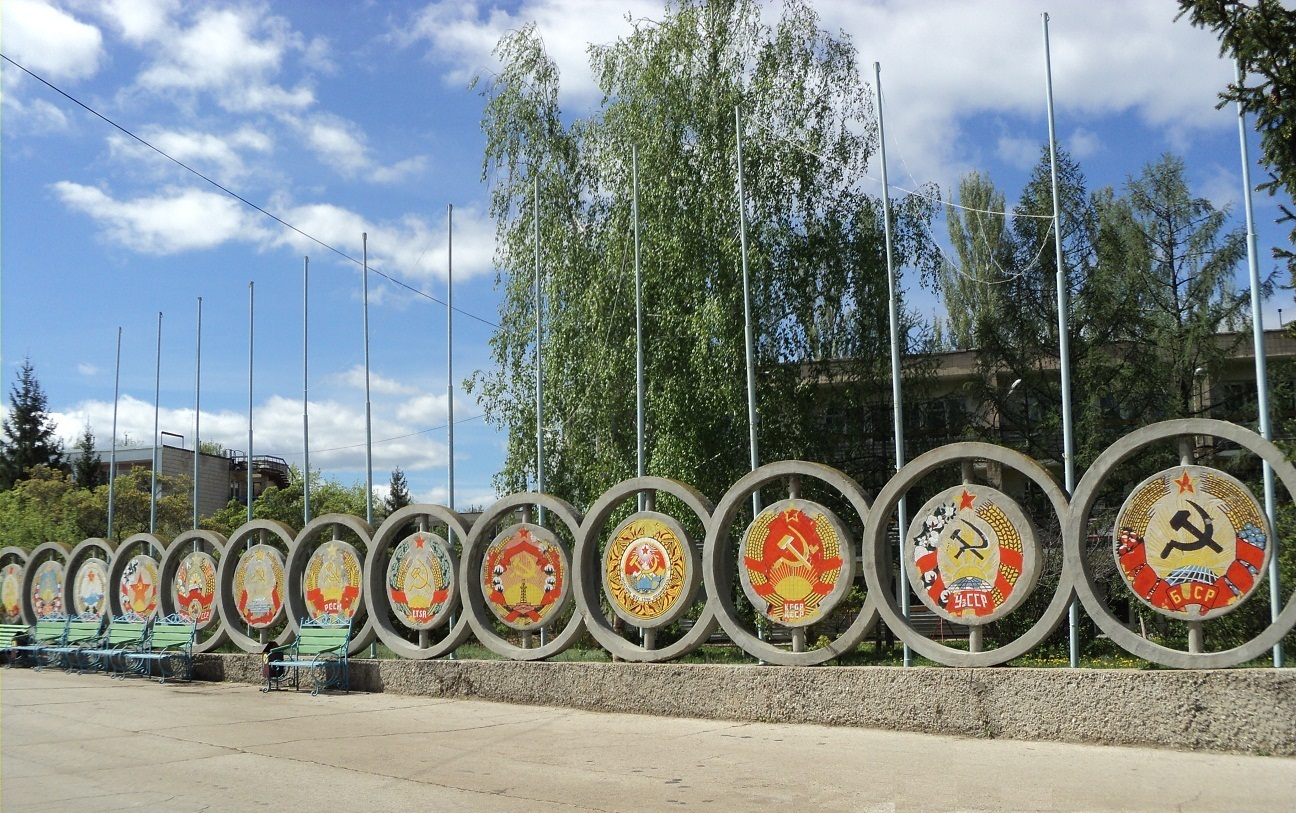
Godła republik związkowych ZSRR w Togliatti

Obóz pionierski – obóz wakacyjny organizacji Pionierów. W XX wieku obozy pionierskie były popularne w wielu krajach socjalistycznych, zwłaszcza w ZSRR.
Obozy pionierskie w ZSRR były miejscem wypoczynkowym w czasie letnich i zimowych wakacji, dla dzieci należących do radzieckiej organizacji Pionierów. Pierwszy taki obóz wypoczynkowy założony został 16 czerwca 1925 roku. Obozy zyskały szybko na popularności i w ZSRR do 1973 roku założono około czterdziestu tysięcy takich obozów. W 1973 roku na obozach takich wypoczywało już 9 300 000 dzieci. Istniało kilka rodzajów takich obozów: sportowe, sanitarne, turystyczne, tematyczne (techniczne, geologiczne). Za wakacje na obozie pobierano opłatę za zakwaterowanie, jednak Młodzi Pionierzy jako organizacja państwowa zazwyczaj sponsorowała wypoczynek i przydzielała dziecku darmowe miejsce.
Największymi obozami był obóz Artek (początkowo w Rosyjskiej FSRR, później na Ukrainie), Młodej Gwardii w pobliżu Odessy na Ukrainie, oraz obozy niedaleko Mińska w Białoruskiej SRR. Otrzymanie miejsca na jednym z tych największych obozów było trudne.

## Wspomnienia
Marian Brandys odwiedził Artek i w 1953 opublikował książkę „Wyprawa do Arteku. Notatki z podróży do ZSRR”.
W 1977 roku grupa nastolatków i dzieci z Kanady przyjechała do obozów pionierskich. Książka pt. Lost in Moscow: a Brat in the USSR (Zagubieni w Moskwie) autorstwa 11-letniej uczestniczki Kirsten Kozy opisuje przebieg tej wyprawy.
W Niemieckiej Republice Demokratycznej Organizacja Pionierska Ernsta Thälmanna (niem. Pionierorganisation Ernst Thälmann) założyła własny obóz pionierski w 1952 roku w północno-wschodniej części kraju, był on wzorowany na popularnym wówczas obozie Artek.